# Giro del Lazio 1961
Il Giro del Lazio 1961, ventisettesima edizione della corsa, si svolse l'11 settembre 1961. La vittoria fu appannaggio dell'italiano Bruno Mealli, il quale precedette i connazionali Renzo Fontona e Pierino Baffi.

## Ordine d'arrivo (Top 10)
| Pos. | Corridore        | Squadra              | Tempo |
| ---- | ---------------- | -------------------- | ----- |
| 1    | Bruno Mealli     | Bianchi              |       |
| 2    | Renzo Fontona    | Legnano              |       |
| 3    | Pierino Baffi    | Fides                |       |
| 4    | Gaudenzio Tonoli | Philco               |       |
| 5    | Franco Cribiori  | Legnano              |       |
| 6    | Carlo Brugnami   | Torpado              |       |
| 7    | Carlo Azzini     | San Pellegrino Sport |       |
| 8    | Noè Conti        | Ignis                |       |
| 9    | Giuseppe Dante   | Fides                |       |
| 10   | Jos Hoevenaers   | Ghigi                |       |